# Chowdenahalli, Turuvekere
Chowdenahalli là một làng thuộc tehsil Turuvekere, huyện Tumkur, bang Karnataka, Ấn Độ.